# Иляшкино
Иляшкино (тат. Иляшкино) — деревня в Аксубаевском районе Республики Татарстан России. Входит в состав Староильдеряковского сельского поселения.

## География
Деревня находится в южной части Татарстана, в лесостепной зоне, в пределах восточной части Заволжской низменности, на левом берегу реки Малый Уишь, к северу от автодороги 16К-0102, на расстоянии примерно 9 километров (по прямой) к северо-востоку от Аксубаева, административного центра района. Абсолютная высота — 143 метра над уровнем моря.

### Климат
Климат характеризуются как умеренно континентальный, с продолжительной умеренно холодной зимой и тёплым влажным летом. Среднегодовая температура воздуха составляет 3,8 °С. Средняя температура воздуха самого холодного месяца (января) — −11,8 °C; самого тёплого месяца (июля) — 19,5 °C. Среднегодовое количество атмосферных осадков составляет 517 мм, из которых около 365 мм выпадает в период с апреля по октябрь.

### Часовой пояс
Деревня Иляшкино, как и весь Татарстан, находится в часовой зоне МСК (московское время). Смещение применяемого времени относительно UTC составляет +3:00.

## Население
Население деревни Иляшкино в 2011 году составляло 128 человек.

### Национальный состав
Согласно результатам переписи 2002 года, в национальной структуре населения чуваши составляли 100 % из 137 чел.